# Malchojjacha
La Malchojjacha (in russo Малхойяха?) è un fiume della Russia siberiana occidentale, affluente di sinistra del Pur. Scorre nel Purovskij rajon del Circondario autonomo Jamalo-Nenec.
Nasce nella parte settentrionale del bassopiano siberiano occidentale, a nord-est della città di Novyj Urengoj, scorre in direzione mediamente nord-orientale. Ha una lunghezza di 141 km, il bacino è di 2 080 km²; sfocia nel Pur a 140 km dalla foce. 